# Magnus Saški
Magnus Saški, saški vojvoda, * okrog 1045, † 23. avgust 1106, grad Ertheneburg nad Labo pri Schnakenbeku.
Magnus Saški je bil zadnji plemenski saški vojvoda iz plemiške rodbine Billungov
. 

## Billungi
Billungi so bili po vsej verjetnosti vodilni saški plemiči že v času Karla Velikega. Zanesljivo so izpričani, odkar je nemški cesar Oton I. leta 936 določil Hermana Billunga (†973) za vojaškega poveljnika (princeps militiae) pohoda proti Slovanom. Leta 953 je bil Herman imenovan za mejnega grofa. Odtlej je na Saškem velikokrat nadomeščal cesarja (ki se je zadrževal v Italiji) in v virih se pogosto omenja kot vojvoda (dux). Billungi so bili saški vojvode še naslednje štiri generacije, očetom so sledili sinovi: Bernhard I. (†1011), Bernhard II. (†1059), Ordulf (†1072) in Magnus (†1106).

## Mladost
Magnus je bil najstarejši sin saškega vojvode Ordulfa in njegove žene Vulfilde, hčerke norveškega kralja Olafa II. Haraldssona, Svetega. Od leta 1070/71 je bil poročen z Zofijo Ogrsko (†1095), hčerko ogrskega kralja Bele I.  in Tute Formbaške ter vdovo po Urliku I., mejnem grofu na Kranjskem in v Istri.
Magnusova mladost pada v čas zaostrovanja odnosov med billunškimi vojvodami in bremensko nadškofijo, še zlasti potem, ko je bil leta 1043 za nadškofa v Bremnu imenovan vplivni Adalbert. Ob podpori cesarja Henrika III. si je začel prilaščati tudi posvetno oblast na severu cesarstva. Odkar je nadškof ob obisku Henrika III. v Bremnu obtožil Ordulfovega strica Tietmarja, da je naklepal uboj cesarja, kar je pripeljalo do smrti Tietmatja (3. oktobra 1048) in njegovega enako imenovanega sina, se je političnemu nasprotovanju pridružilo še divje osebno sovraštvo Billungov do nadškofa. Cerkev je izobčila Magnusovega očeta Ordulfa.

## V času očetovega  vladanja
Prva omemba Magnusa v virih, še v času vladanja očeta Ordulfa, ga prikazuje kot odločnega nadškofovega nasprotnika. Nadškof Albert je bil tedaj tudi vzgojitelj mladega kralja Henrika IV. in njegov politični svetovalec. Ko pa je zaradi svojega ošabnega vedenja in pohlepa na zahtevo državnih knezov moral zapustiti ta položaj, je ostal brez kraljeve zaščite, kar so Billungi izkoristili. Med tem ko sta oče in stric Herman (†1088) pustošila cerkvene posesti, se je Magnus utaboril pred mestom, da bi mesto in nadškofa v njem dobil v svojo pest. A je nadškofu uspelo iz mesta pobegniti in najti zatočišče v Lochtumu na svojem hildesheimskem posestvu. Billungi so Bremen zavzeli in oplenili Adalbertov bremenski dvor. Pol leta kasneje si je Adalbert kupil povratek v svojo nadškofijo; zanj je moral Magnusu odstopiti tretjino cerkvenih posesti. S temi posestmi je dobil Magnus, ob očetu in stricu, samostojno materialno osnovo za boj proti nadškofu. Spoprijateljil se je z Otonom Northeimskim, vodjo saške opozicije proti kralju.
Kralj Henrik IV. je leta 1067 nadškofa Adalberta poklical nazaj na dvor in mu ponovno zaupal vodenje državnih poslov.
Leta 1070 so Otona Northeimskega obdolžili, da naklepa uboj kralja Henrika IV. Ta je Otona izobčil iz pravnega reda, mu odvzel premoženje in vojvodino Bavarsko (vojvodino Bavarsko je Otonu podelila kraljica-mati Agneza v času svojega regentsva). Posledice je občutil tudi Magnus, ki je nudil Otonu zavetje, potem ko so padli njegovi gradovi ob rekah Werra in Diemel. Na binkošti 1071 sta se morala v Halberstadtu, v prisotnosti Adalberta, skupaj na milost in nemilost podrediti kralju. Medtem ko je prišel Oton že naslednje leto na svobodo, je ostal Magnus v zaporu tudi še po smrti svojega očeta (28. marec 1071), ker se ni hotel odreči nasledstvu v vojvodini Saški. V tem času je kralj z naskokom zavzel Lüneburg, glavno trdnjavo Billungov.
Dejstvo, da kralj zadržuje v zaporu moža, ki bi po saškem pravu moral prevzeti vodenje vojvodine, so saški plemiči občutili kot žalitev plemena. Zgrabili so za orožje in z obleganjem gradu Harzburg, kjer se je zadrževal kralj, ter ponovnim zavzetjem Lüneburga  izsilili zamenjavo svojega vojvode za Henrikove švabske viteze, ki so jih ujeli ob zavzetju Lüneburga. Magnus se je vrnil v domovino in bil še naprej eden najdejavnejših in najodločnejših nasprotnikov kralja.

## Saški vojvoda
8. junija 1075 se je Magnus bojeval proti kralju v bitki pri Hohenburgu ob reki Unstrut; bitko so Sasi izgubili. Skupaj z ostalimi voditelji vstaje se je moral Magnus 4. oktobra pri Hohen-Ebri ponovno predati kralju. Henrik je ujete kneze pozaprl v različnih krajih kraljestva.
Vendar se dogodki  niso razvijali po Henrikovih željah. Nemški knezi so 15. marca 1077 izvolili za protikralja Rudolfa Švabskega in Henrik je bil prisiljen popuščati. Izpustil je tiste saške kneze, ki dotlej še niso zbežali; med zadnjimi je bil Magnus, potem ko je končno obljubil, da bo vplival na uporne plemiče s prigovarjanjem, da odložijo orožje.
Vendar Magnus ni držal obljube. Ponovno je stopil na stran upornikov. 7. avgusta 1078 se je ob protikralju boril v bitki pri Melrichstadtu ob reki Streu. Stric Herman je tedaj prišel v ujetništvo. Magnusa, ki se je bojeval v krilu vojske, ki je bilo odrezano od glavnine, so zajeli turinški kmetje in oropali; le s težavo si je rešil življenje.
Izgleda, da je ta neuspeh Billunge odvrnil od nadaljnjega nasprotovanja kralju. Postavili so se sprva na nevtralno, kmalu pa na kralju naklonjeno stališče. Kolikor vemo, se niti Magnus niti Heraman nista več udeleževala kasnejših nemirov, ki jih je med Sasi vzbujalo samoljubje Ekberta von Braunschweiga, in so še dolgo vznemirjali deželo.
Leta 1087 najdemo Magnusa na cesarjevem dvoru v Aachnu. Cesarska pisarna ga je tedaj naslavljala z »vojvoda Sasov«, kar je lahko zanesljiv dokaz, da so se politični odnosi med njim in cesarjem normalizirali in da mu je bil položaj saškega vojvode državnopravno priznan. Še dvakrat, 1101 in 1103, je omenjen v cesarjevi bližini.
Potem ko se je pobotal s kraljem, je Magnus svoja prizadevanja usmeril na severovzhod, kjer so se že podjarmljeni in pokristjanjeni Slovani (Obodriti) v času nemirov na Saškem vrnili k poganstvu. V bremenski nadškofiji je nadškofa Alberta nasledil nadškof Liemar in z njim je Magnus takoj vzpostavil miroljuben odnos. Podprl je krščanskega slovanskega kneza Henrika (svojega daljnega sorodnika), ki je, potem ko je bil v slovanskem uporu leta 1066 ubit njegov oče Gottschalk, ponovno vzpostavil svojo oblast in postal Magnusov vazal. Ko so se slovanska plemena Henriku uprla, mu je Magnus v bitki pri Schmilauu na Polabskem (1093) s svojo vojsko priskočil na pomoč.
Magnus ni imel sina. Na položaju saškega vojvode ga je po volji nemškega kralja Henrika V. zamenjal saški plemič Lotar Supplinburški, kasnejši nemški kralj in cesar.

## Družina
Magnus in Zofija Ogrska (†1095) sta imela dve hčeri:
- Vulfilda (†1126) ∞ Henrik Črni, bavarski vojvoda iz rodbine Welfov
- Eilika (†1142) ∞ grof Oton Bogati von Ballenstedt (†1123), rodovni oče Askanijcev.